# Questa storia qua
Questa storia qua è un film documentario del 2011 diretto da Alessandro Paris e Sibylle Righetti, ispirato alla vita ed alle canzoni di Vasco Rossi.

## Trama
Il documentario tratta la vita e la musica di Vasco Rossi. Attraverso il racconto e le canzoni del cantautore ed un ricco ed inedito materiale di repertorio, il film offre un ritratto più privato e introverso della nota rockstar italiana.

## Distribuzione
Il film è stato presentato in anteprima alla 68ª Mostra internazionale d'arte cinematografica di Venezia (fuori concorso), il 5 settembre 2011. 200 sale italiane si sono collegate con il festival via satellite, per seguire l'evento in diretta. L'uscita nelle sale è avvenuta il 7 settembre 2011, mentre la prima-tv è andata in onda il 7 febbraio 2012, in occasione del sessantesimo compleanno di Vasco, su LA7.
Il 10 gennaio 2012 è uscita l'edizione in DVD, blu-ray e download digitale.

## Classifica
| Classifica (2012) | Posizione Massima |
| ----------------- | ----------------- |
| Italia            | 1                 |

### Andamento nella classifica italiana
| Posizione | 1 | 1 |

## Canzoni presenti nel film
Le canzoni di Vasco Rossi presenti nel film sono 17, pertanto vengono ascoltate in questo ordine cronologico:
1. Anima fragile - dall'album Colpa d'Alfredo (1980)
2. Dormi, dormi - dall'album Cosa succede in città (1985)
3. Vita spericolata - dall'album Bollicine (1983)
4. Bollicine - dall'album Bollicine (1983)
5. Albachiara - dall'album Non siamo mica gli americani! (1979)
6. Ed il tempo crea eroi - dall'album ...Ma cosa vuoi che sia una canzone... (1978)
7. Brava - dall'album Siamo solo noi (1981)
8. Ultimo domicilio conosciuto - dall'album Bollicine (1983)
9. Colpa d'Alfredo - dall'album Colpa d'Alfredo (1980)
10. Dimentichiamoci questa città - dall'album Siamo solo noi (1981)
11. Siamo solo noi - dall'album Siamo solo noi (1981)
12. Vivere - dall'album Gli spari sopra (1993)
13. Sally - dall'album Nessun pericolo... per te (1996)
14. Liberi... liberi - dall'album Liberi liberi (1989)
15. Il mondo che vorrei - dall'album Il mondo che vorrei (2008)
16. Un gran bel film - dall'album Nessun pericolo... per te (1996)
17. I soliti - dal film Questa storia qua (2011)

- Il singolo I soliti viene ascoltato nei titoli di coda del film.

## Contenuti extra nel DVD
- Vasco Rossi scrive una "messa rock"
- Scene tagliate
- Diario di un fan
- Vasco racconta
- Videoclip I Soliti
- Galleria fotografica
- Speciale Festival di Venezia
- Intervista ai registi
- Galleria fotografica
- Trailer

## Incassi
Il docufilm presentato il 5 settembre alla Mostra del Cinema di Venezia ha ottenuto ottimi risultati di box office secondo i dati Cinetel: con un solo spettacolo, il film ha fatto registrare di gran lunga la più alta media per copia (701,12 euro), per un incasso complessivo di 120.000 euro. In questo modo è stato in testa alla classifica generale degli incassi del 5 settembre 2011.
In totale il docufilm ha incassato 785.467 €.